# Räderschneidmaschine
Eine Räderschneidmaschine ist eine Vorrichtung, die dazu dient, Uhrwerksräder in Einzelfertigung herzustellen.

## Geschichte
1885 entwickelten zwei Unternehmer, Johann Morat und Josef Koepfer, die ersten serienmäßigen Räderschneidmaschinen. Da sich mit jeder neuen Uhrengeneration der Bedarf an unterschiedlichen, kleinen Zahnrädern erhöhte, wurden mechanische Einrichtungen erforderlich, die die handwerkliche Feinarbeit der Uhrmacher ergänzen sollten. Zu diesem Zweck wurden unter anderem Schneidstühle entwickelt – angetrieben von Menschen- oder Wasserkraft –, mit denen Lücke um Lücke nach den Maßen einer Teilscheibe in das Zahnrad gefeilt wurden. Aus dem Bedarf heraus entwickelten sich nicht selten neue Industrien für den Maschinenbau und die Massenherstellung von Zahnrädern. Zu ihnen gehörte die erste serienmäßig produzierte Räderschneidmaschine.

## Beschreibung
Eine Teilungsscheibe mit zahlreichen Kreisen bildet das Kernstück der Räderschneidmaschine. Die Kreise enthalten kegel-geformte Löcher, die sich in gleichmäßigen Abständen befinden. Die Anzahl richtet sich nach den in der Uhrmacherei gebräuchlichen Radzahnzahlen. Die Einstellung der Maschine erfolgt über einen Winkelarm, dessen Spitze in die Teilscheibenlöcher eingesetzt wird. Sobald die Spitze ein Loch weiterrückt, wird das zu bearbeitende Rad entsprechend weitergedreht. Eine geformte Fräse fräst auf diese Weise nacheinander Lücken in den Radkranz, die den Wandungen der Radzähne entsprechen.